# Haiok, Berejanî
Haiok (în ucraineană Гайок) este un sat în comuna Lapșîn din raionul Berejanî, regiunea Ternopil, Ucraina.

## Demografie
Componența lingvistică a localității Haiok
     Ucraineană (100%)
Conform recensământului din 2001, toată populația localității Haiok era vorbitoare de ucraineană (100%).